# Onitis tumidus
Onitis tumidus là một loài bọ cánh cứng trong họ Bọ hung (Scarabaeidae).